# Althupita
L'althupita és un mineral de la classe dels fosfats. Va rebre el seu nom l'any 1987 per Paul Piret i Michel Deliens pels seus elements constitutius: Al, Th, U i P (alumini, tori, urani i fòsfor).

## Característiques
L'althupita és un fosfat de fórmula química AlTh(UO₂)₇(PO₄)₄O₂(OH)₅(H₂O)₈·7H₂O. Va ser aprovada com a espècie vàlida per l'Associació Mineralògica Internacional l'any 1986. Cristal·litza en el sistema triclínic en forma de cristalls tabulars prims, aplanats en {100} i acabats per {011} i {021}, de fins a 0,1 mm, i en grups paral·lels. La seva duresa a l'escala de Mohs es troba entre 3,5 i 4.
Segons la classificació de Nickel-Strunz, l'althupita pertany a «08.EC: Uranil fosfats i arsenats, amb relació UO₂:RO₄ = 3:2» juntament amb els següents minerals: françoisita-(Nd), furalumita, upalita, françoisita-(Ce), arsenuranilita, dewindtita, kivuïta, fosfuranilita, yingjiangita, dumontita, hügelita, metavanmeersscheïta, vanmeersscheïta, arsenovanmeersscheïta, mundita, furcalita i bergenita.

## Formació i jaciments
És un mineral secundari que es troba a la zona uranífera d'una pegmatita de granit alterat. Sol trobar-se associada a altres minerals com: upalita, triangulita, threadgoldita, ranunculita, furalumita, mundita, meta-autunita, columbita i beril. Va ser descoberta l'any 1986 a la pegmatita Kobokobo, a Mwenga, Kivu Sud (República Democràtica del Congo), l'únic indret on ha estat trobada.